# Vrhole pri Laporju
Vrhole pri Laporju je naselje v Občini Slovenska Bistrica.